# Ford EcoSport
Ford EcoSport – samochód osobowy typu SUV klasy miejskiej produkowany pod amerykańską marką Ford w latach 2003 – 2022.

## Pierwsza generacja

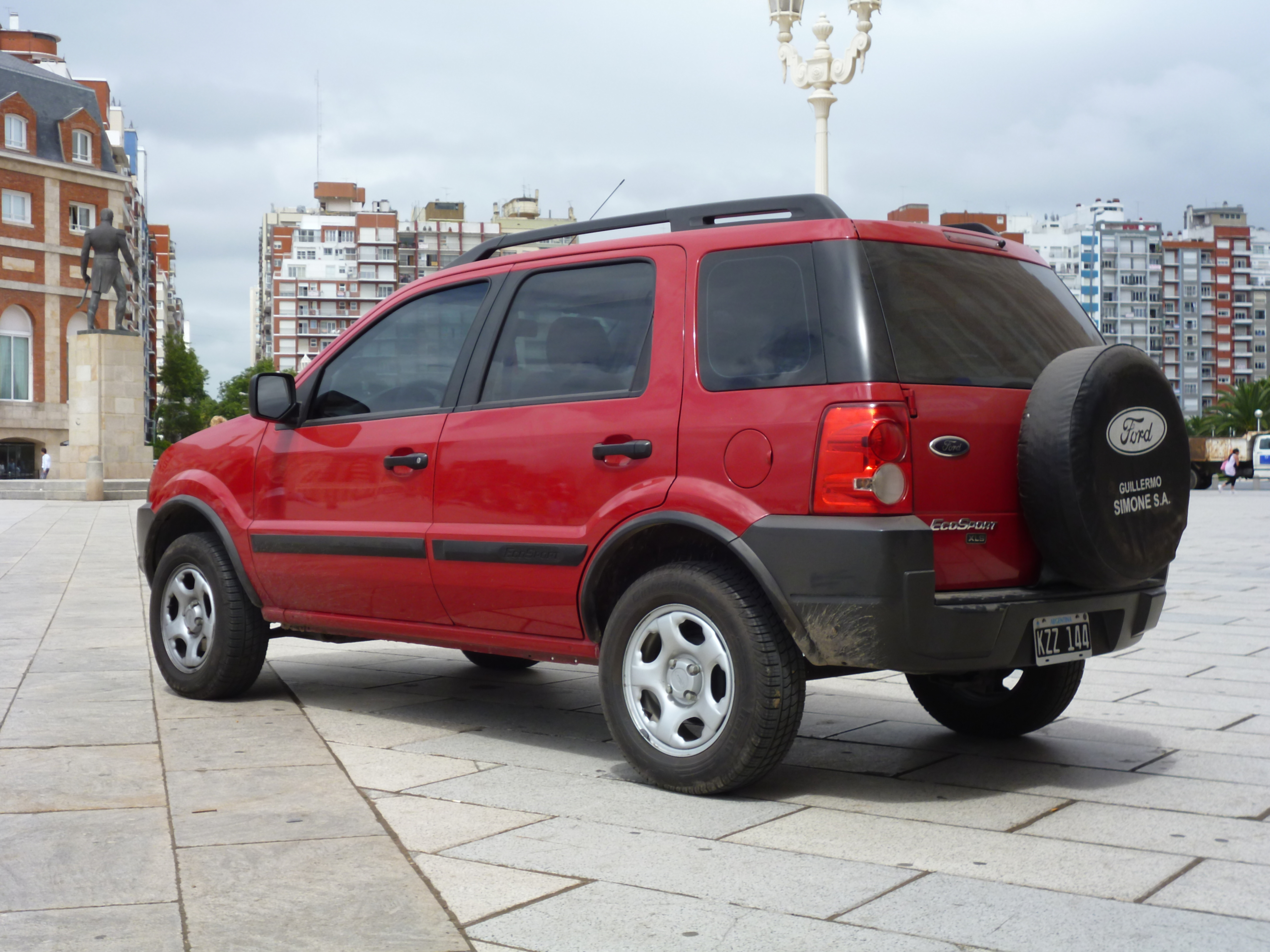
Ford EcoSport I - tył

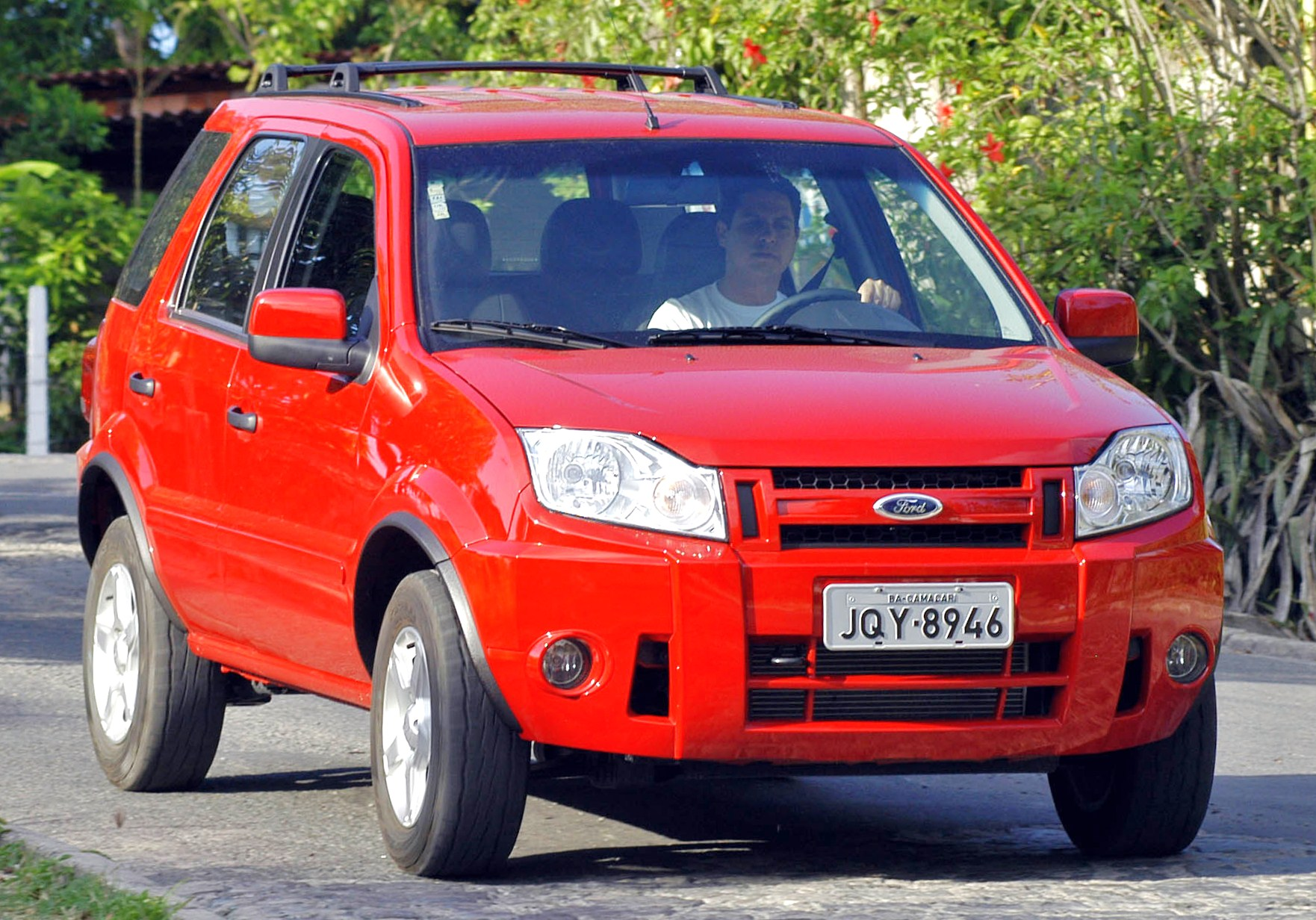
Ford EcoSport I po liftingu

Ford EcoSport I został zaprezentowany po raz pierwszy w 2003 roku.
Auto zostało przeznaczone wyłączie na rynki Ameryki Południowej oraz Środkowej przez lokalny oddział Forda w Brazylii. EcoSport pierwszej generacji został zaprojektowany na bazie europejskiego Forda Fusion, z którym dzieli między innymi płytę podłogową B3, część karoserii, deskę rozdzielczą oraz silnik wysokopreżny 1.4 TDCi. Samochód charakteryzował się kanciastymi proporcjami nadwozia, a także kołem zapasowym umieszczonympod osłoną na klapie bagażnika.

### Lifting
W 2007 roku model przeszedł facelifting. Zmienione zostało wnętrze, a także przód i tył samochodu. Największą zmianą był nowy kształt reflektorów, które wzorem lokalnej odmiany modelu Fiesta stały się większe i rozleglejsze.

### Silniki
| Silnik            | Rodzaj paliwa  | Moc maksymalna                     | Moment obrotowy           |
| ----------------- | -------------- | ---------------------------------- | ------------------------- |
| 1.0 Zetec 8V      | benzyna        | 70 kW (95 KM)                      |                           |
| 1.6 Zetec 8V      | benzyna/etanol | 82 kW (111 KM) przy 6000 obr./min  | 153 Nm przy 4250 obr./min |
| 2.0 Duratec 16V   | benzyna        | 107 kW (145 KM) przy 6250 obr./min | 187 Nm przy 4250 obr./min |
| 1.4 Duratorq TDCi | olej napędowy  | 50 kW (68 KM) przy 4000 obr./min   | 160 Nm przy 2000 obr./min |

## Druga generacja

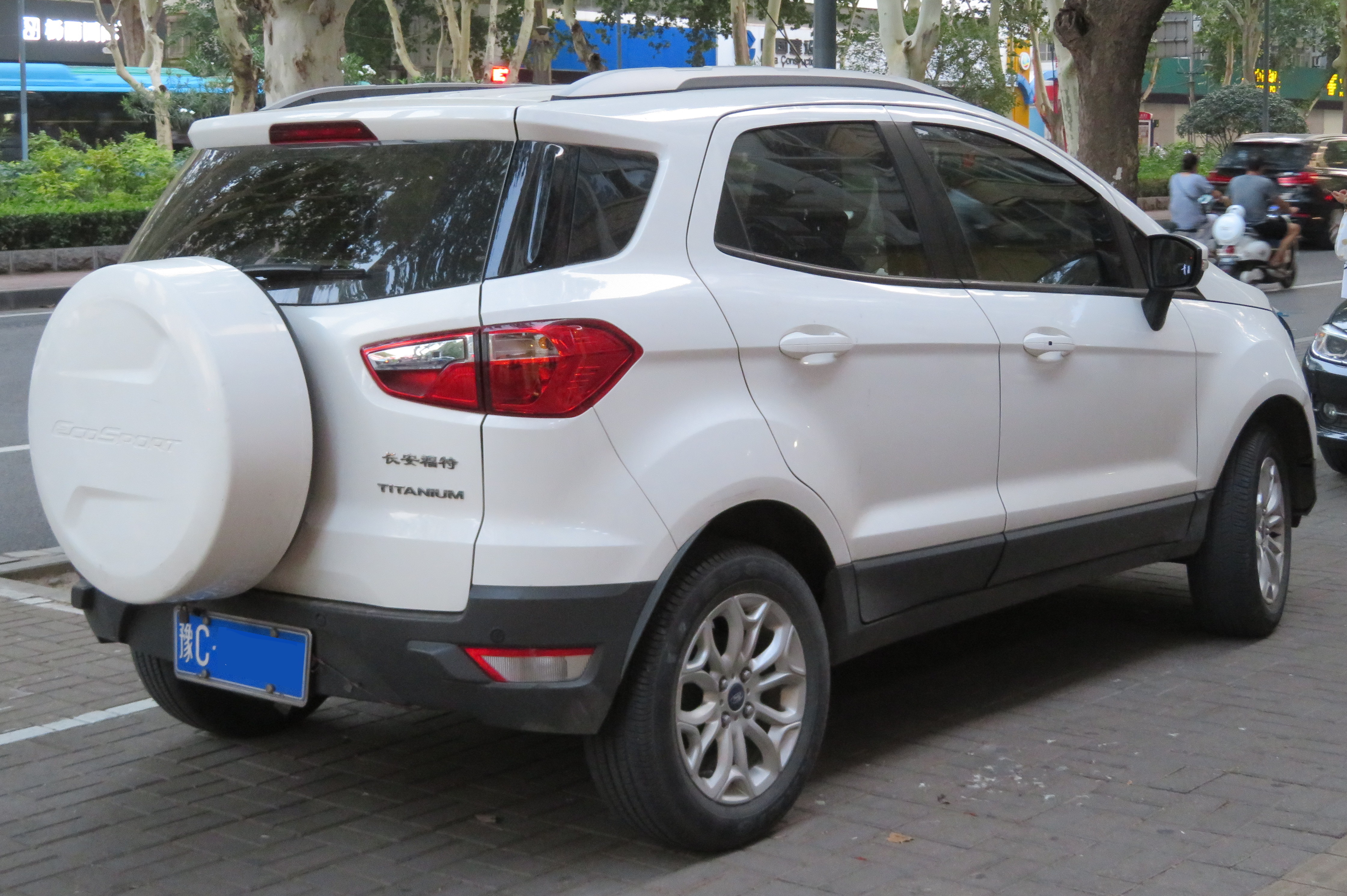
Ford EcoSport II - tył

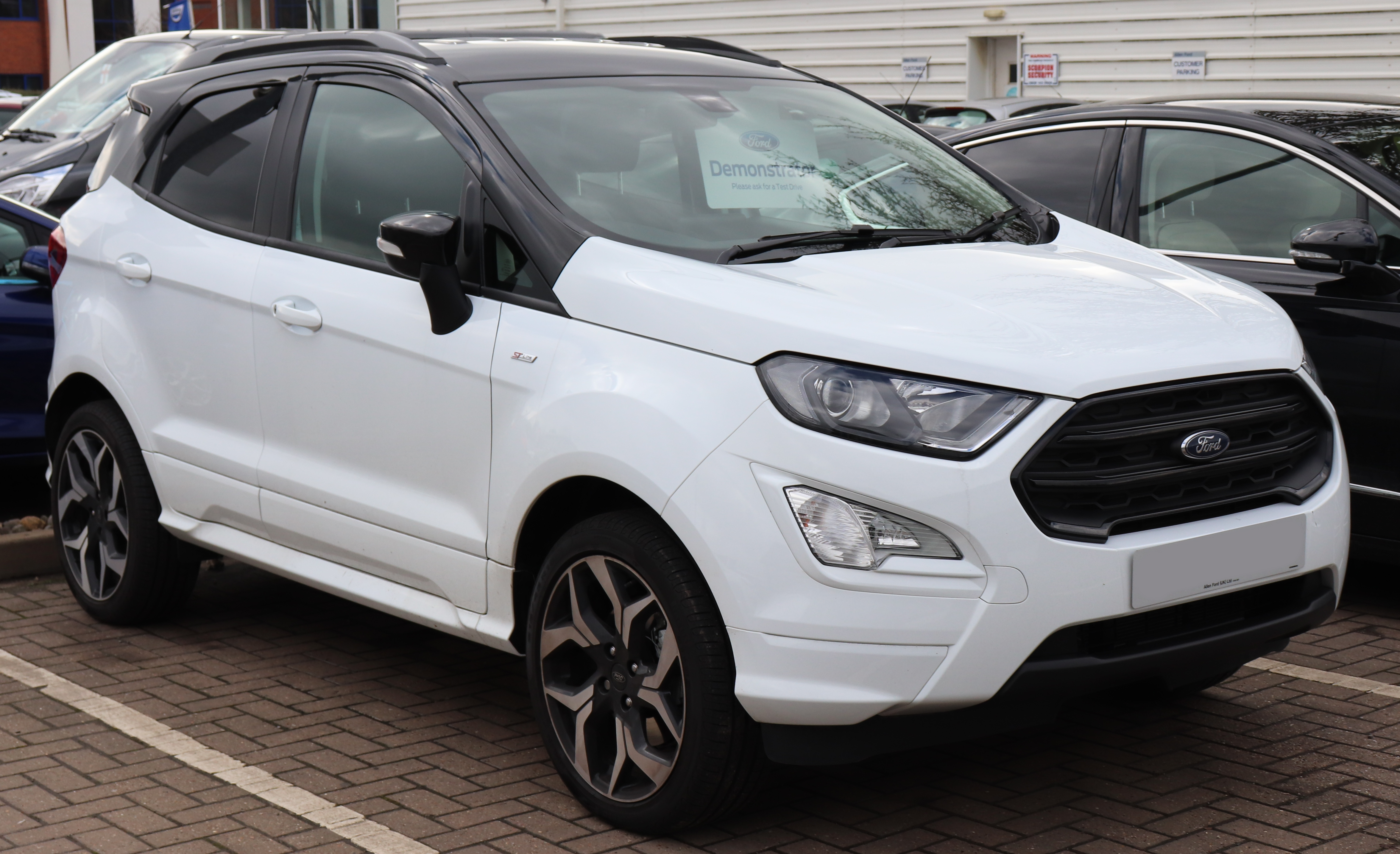
Ford EcoSport II ST-Line po liftingu

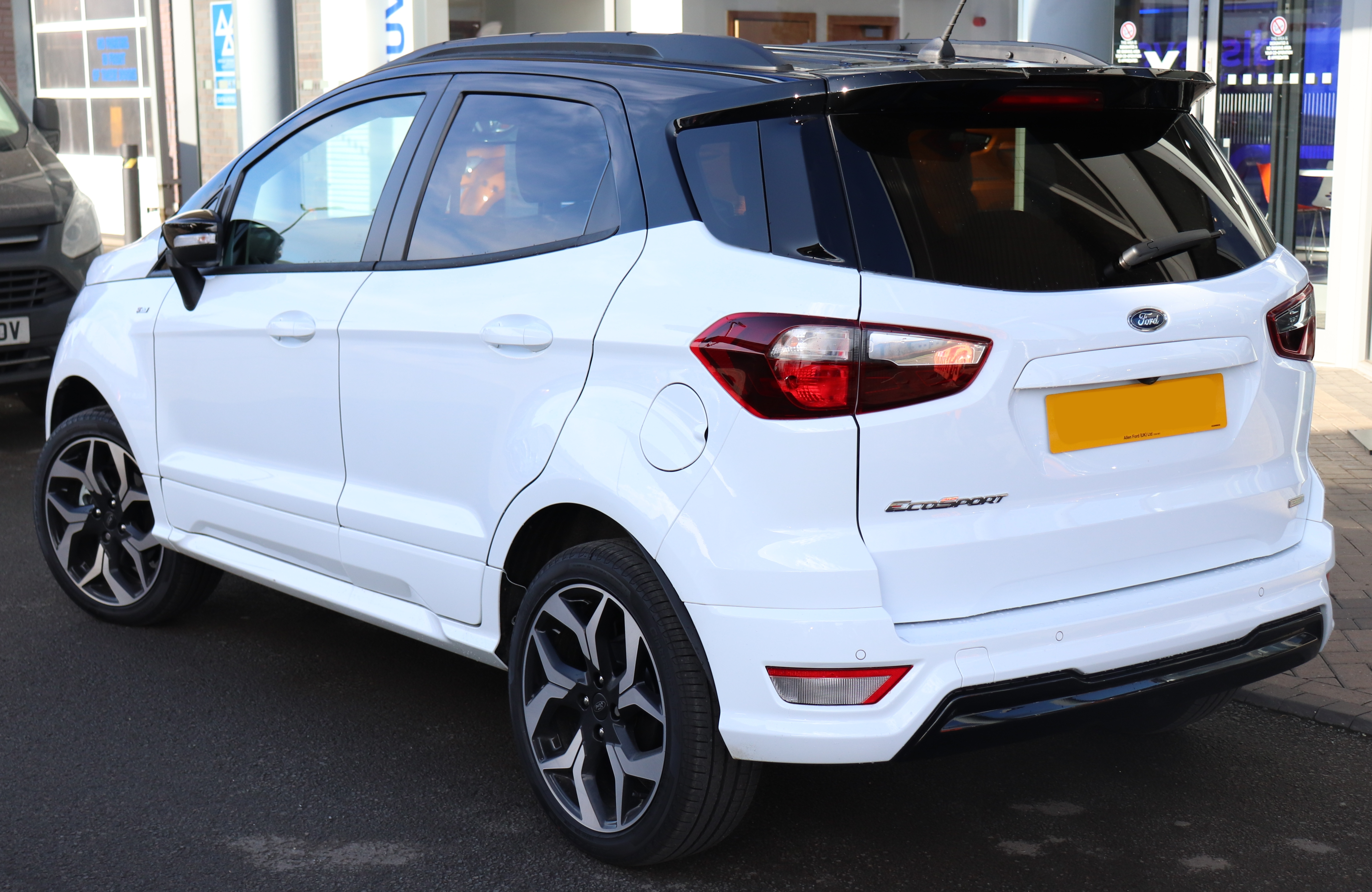
Ford EcoSport II ST-Line - tył po liftingu

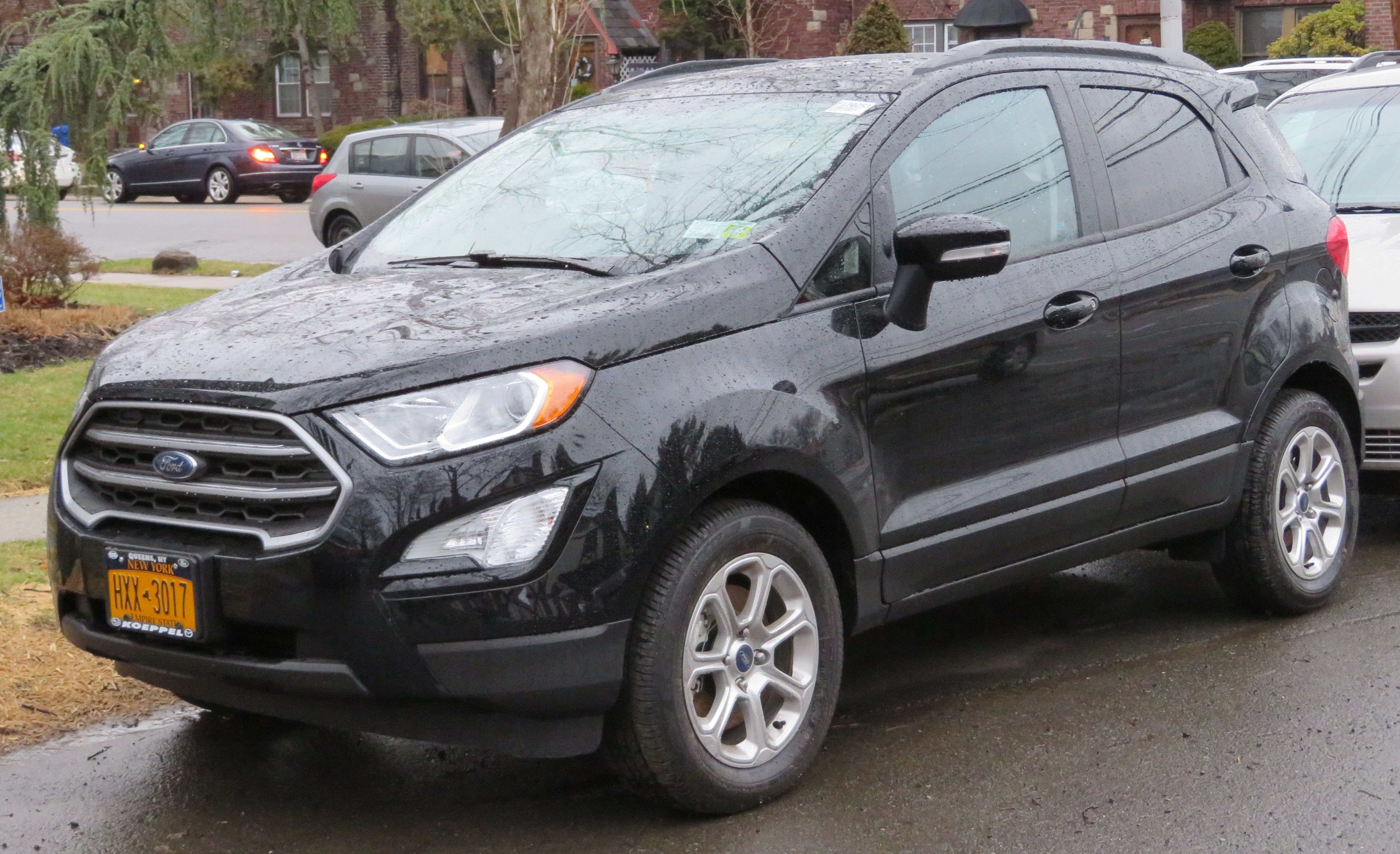
amerykański Ford EcoSport II

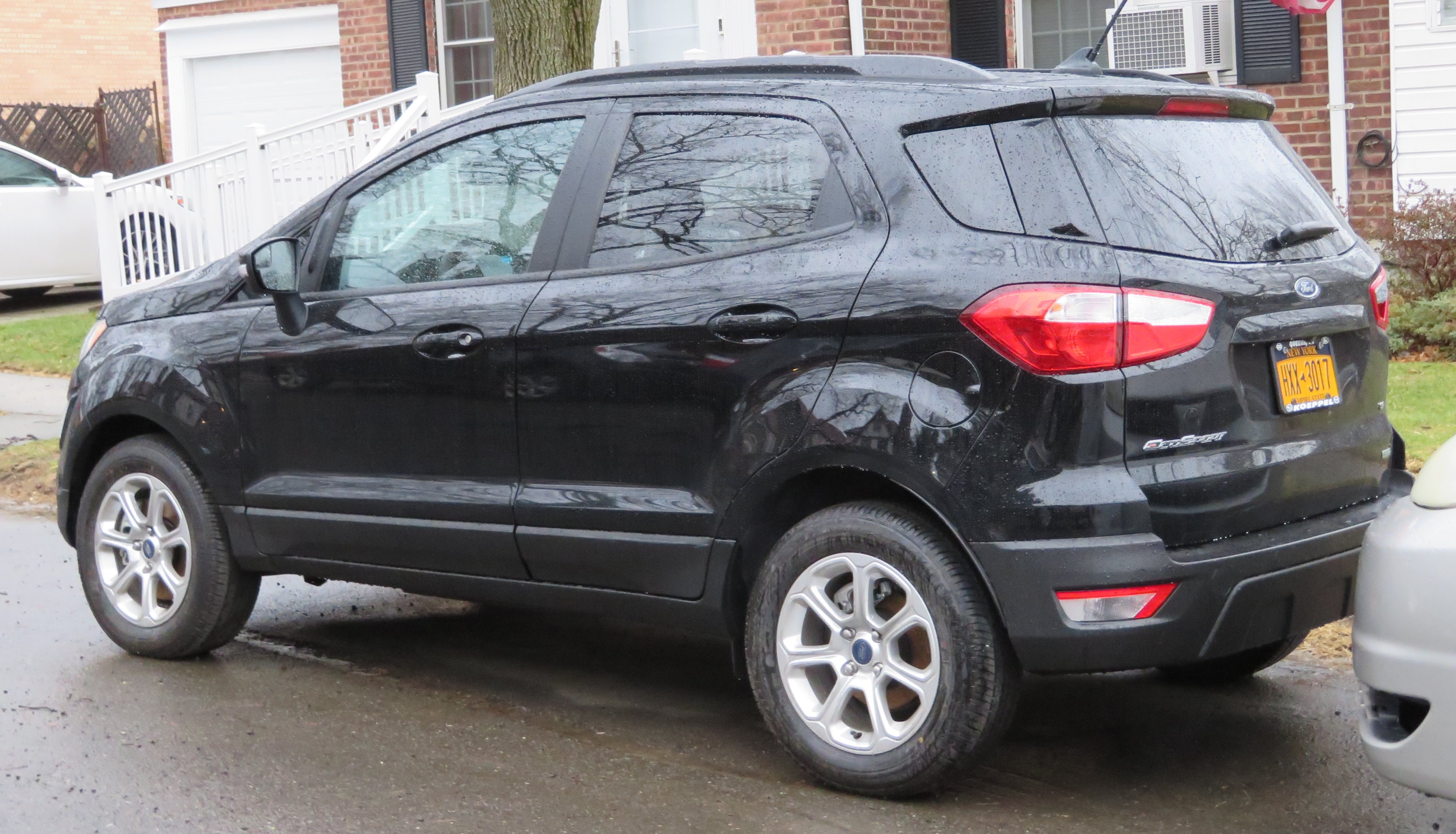
amerykański Ford EcoSport II - tył

Ford EcoSport II został zaprezentowany po raz pierwszy w 2012 roku.
Samochód powstał w oparciu o nową strategię zwaną One Ford z przełomu pierwszej i drugiej dekady XXI wieku, która miała celu uniwersalizację gamy modelowej amerykańskiego producenta z myślą o modelach dostosowanych do globalnych klientów.
W ten sposób, druga generacja EcoSporta stała się modelem globalnym, odtwarzając jednakże koncepcję poprzednika - wysoko zawieszonego, wąskiego miejskiego crossovera z charakterystyczną klapą bagażnika przyozdobioną kołem zapasowym. Projekt deski rozdzielczej upodobniono z kolei do miejskiego hatchbacka Fiesta.
Płyta podłogowa Forda EcoSport drugiej generacji pochodzi od Forda Fiesty. W europejskiej ofercie znalazł się m.in. silnik wysokoprężny o pojemności 1.5 l i mocy 90 KM, a także benzynowe, wolnossący o pojemności 1,5 l generujący moc 110 KM i turbodoładowany trzycylindrowy silnik EcoBoost o pojemności 1.0 l i mocy 125 KM - zwycięzcą konkursu „International Engine of the Year”.

### Lifting
We wrześniu 2017 roku Ford EcoSport II przeszedł gruntowną modernizację, w ramach których miejski crossover zyskał nowy przód z sześciokątnym, dużym wlotem powietrza, a także pozbawioną koła zapasowego klapą bagażnika. Pojazd zyskał także nowy projekt deski rozdzielczej upodobniony do m.in. równolegle debiutującej miejskiej Fiesty nowej generacji, z centralnie umieszczonym 8-calowym ekranem systemu multimedialnego.

### Sprzedaż
Ford EcoSport drugiej generacji powstał jako model globalny, który w szczytowym momencie oferowany był on w ponad 100 różnych krajach świata. W pierwszej kolejności zadebiutował on w Indiach w styczniu 2012 roku, następnie w Brazylii w sierpniu tego samego roku, a europejską wersję produkcyjną zaprezentowano po raz pierwszy podczas targów motoryzacyjnych w Paryżu w 2012 roku. Samochód docelowo miał zastąpić przestarzałego minivana Fusion
W 2013 roku EcoSport II trafił do sprzedaży także w Australii, RPA, Chinach czy Azji Wschodniej. W grudniu 2014 roku zasięg rynkowy Forda EcoSporta poszerzono o Rosję wraz z lokalną produkcją, z kolei ostatnim dużym rynkiem, gdzie samochód wzbogacił ofertę, były Stany Zjednoczone i Kanada w listopadzie 2016 roku.
Przy okazji liftingu z 2017 roku, rozpoczęto produkcję pojazdu także w rumuńskim mieście Krajowa, skąd samochód trafił do salonów sprzedaży w Europie od końca 2017 roku. Zmodernizowany EcoSport zastąpił jednocześnie w europejskiej gamie miejsce miejskiego minivana B-Max. 
W drugiej połowie drugiej dekady XXI wieku, rozpoczęła się fala wycofywania EcoSporta z wielu globalnych rynków w związku z nową polityką oszczędnościową Forda. W 2018 roku zakończono produkcję i sprzedaż w Tajlandii, w 2019 w Rosji, za to w 2020 roku Ford EcoSport zniknął z oferty w Australii i Nowej Zelandii na rzecz nowocześniejszego modelu Puma. W 2021 roku Ford EcoSport II zniknął z oferty i produkcji w Chinach i Brazylii - rynku, dla którego pierwotnie powstała koncepcja tego pojazdu. Na 2022 rok z kolei wyznaczono koniec produkcji i sprzedaży w Indiach, a także wycofanie z rynku Ameryki Północnej. Ostatnim rynkiem, gdzie EcoSport pozostał w sprzedaży, pozostała Europa, gdzie produkcja w rumuńskich zakładach wygaszona została do końca 2022 roku.

### Wersje wyposażeniowe
- Titanium
- Titanium Sport[30]
- ST-Line[31]
- Active
- LimitedEdition - wersja limitowana powstała w liczbie 500 egzemplarzy, zaprezentowana podczas targów motoryzacyjnych we Frankfurcie w 2013 roku. Auta wyposażone są w system SYNC AppLink, dzięki któremu można połączyć się ze smartfonem, skórzaną tapicerkę, 17-calowe alufelgi oraz 12-miesięczny, darmowy dostęp do audiobooków[32].

### Silniki
- R3 1.0l EcoBoost 125 KM
- R4 1.5l  Ti-CVT 110 KM
- R4 1.5l 90 KM Diesel
- R4 2.0 166 KM